# Krypinge-Orm Svensson
Krypinge-Orm Svensson o Svendsson (1070-1140 o 1142) fue uno de los más grandes e influyentes caudillos del clan familiar de los Støleætta a finales de la Era vikinga, en Stødle, Etne de Hordaland, Noruega. Era hijo de Svend Svendsson (n. 1030), hijo de Svend Erlandsson (n. 1010) y nieto de Erland Olvesson (n. 985), ambos fallecidos en combate durante la batalla de Stiklestad; y de Ragna Ormsdatter (n. 1046), una hija del jarl Orm Eilivsson. 

## Herencia
Tuvo descendencia con dos relaciones consumadas:
- Ragnhild Skulesdatter (n. 1082), hija de Skule Tostesson, con quien tuvo dos hijos: 
  - Ogmund dreng Ormsson (1110-1155);
  - Asa Ormsdatter (1112-1130). Asa sería madre de Ragna Nikolasdatter (1130-1161), reina consorte de Øystein II de Noruega.
- Ragnhild Svenkesdatter (n. 1074), hija de Svenke Steinarsson (n. 1050) de Ranarike, Båhus, y fruto de esa relación nació Erling Skakke.[4]